# تلگرافخانه حرمک
تلگرافخانه حرمک مربوط به دوره پهلوی اول است و در شهرستان زاهدان، بخش مرکزی، روستای حرمک واقع شده و این اثر در تاریخ ۷ مهر ۱۳۸۱ با شمارهٔ ثبت ۶۰۹۲ به‌عنوان یکی از آثار ملی ایران به ثبت رسیده است.